# Hem (rivière)
Pour les articles homonymes, voir Hem.
La Hem [ɛm] ou le Tiret est une rivière française du département du Pas-de-Calais, dans la région des Hauts-de-France, et un affluent de l'ancien canal de Calais.

## Géographie

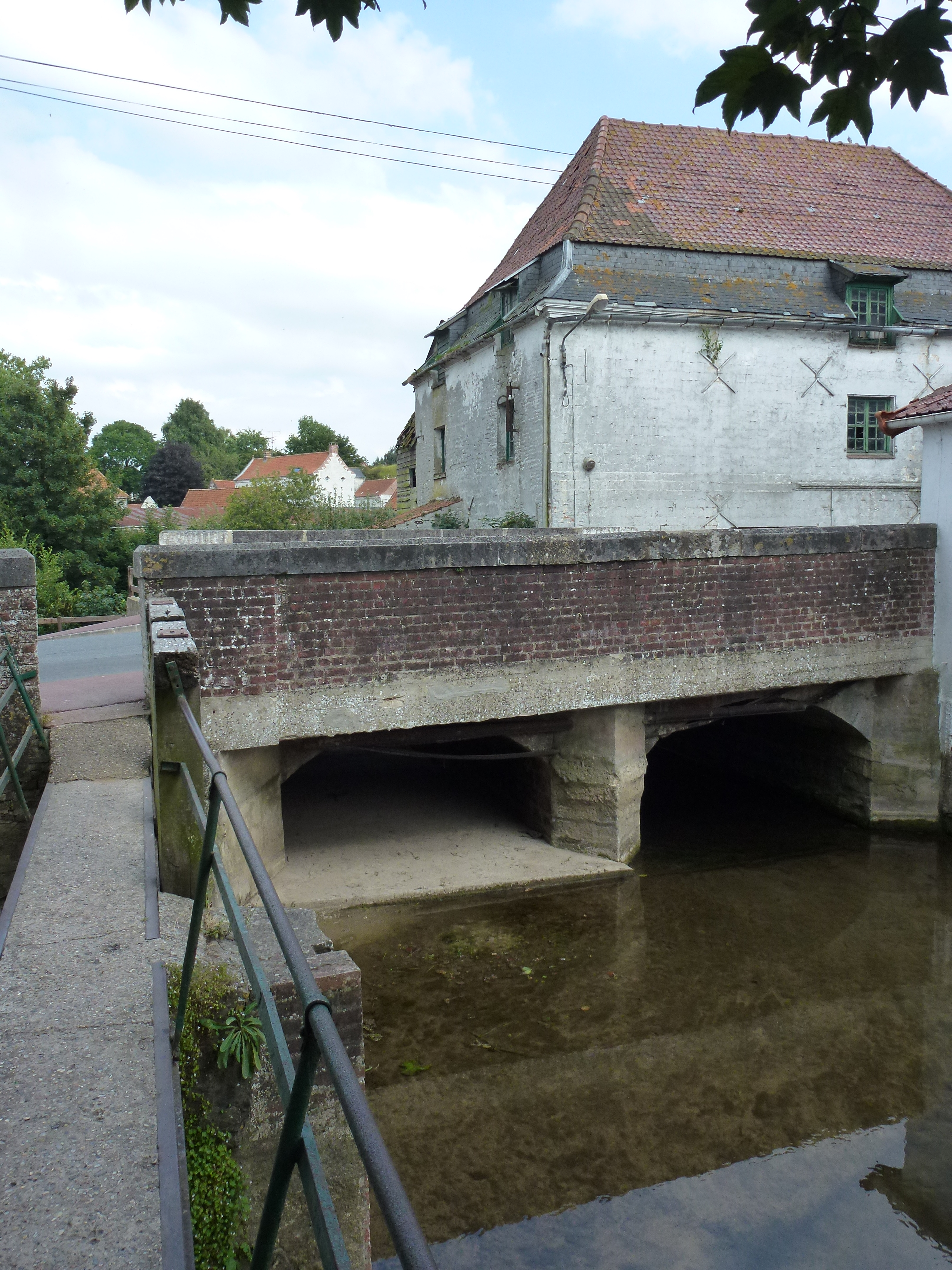
Moulin à eau sur la Hem à Tournehem-sur-la-Hem.

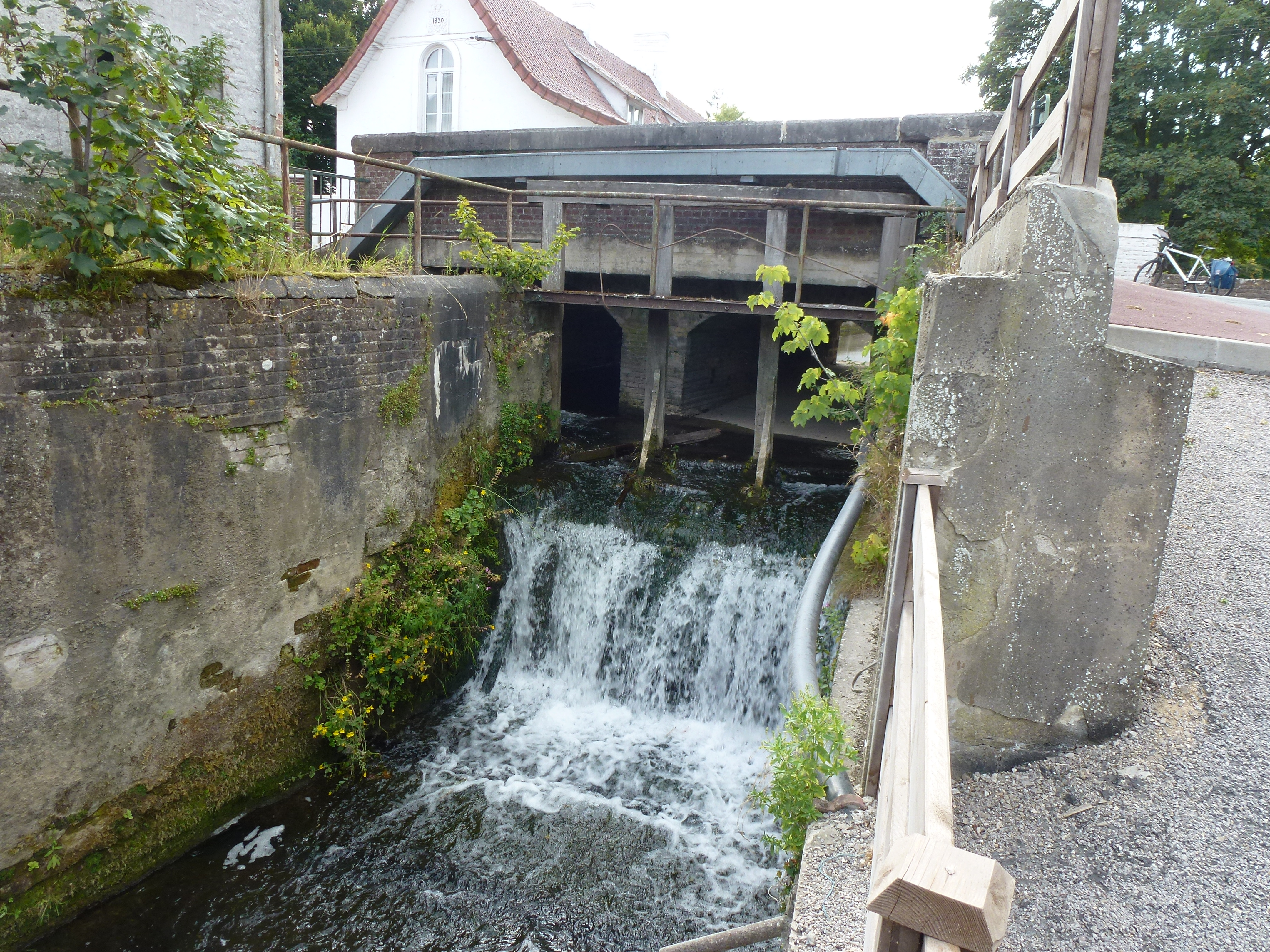
Moulin à eau sur la Hem à Tournehem-sur-la-Hem.

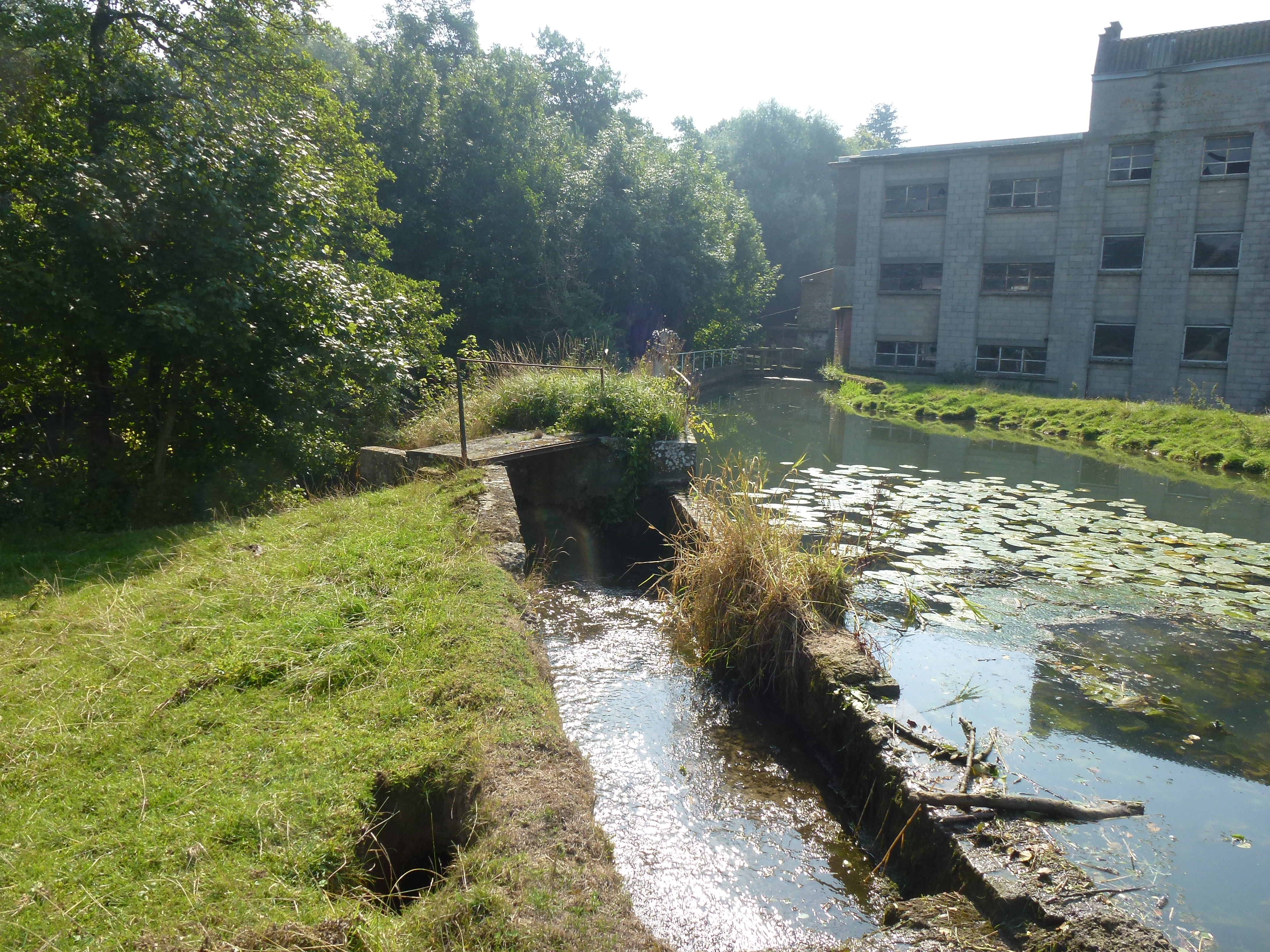
Moulin à eau de Guémy sur la Hem à Tournehem-sur-la-Hem.

De 27,9 km de longueur, la Hem ou le Tiret prend sa source au nord du village d'Escœuilles, à 113 m d'altitude, juste au sud de Surques. 
Elle coule globalement du sud-ouest vers le nord-est et passe à Licques et Tournehem-sur-la-Hem. 
La Hem jette dans le Tiret, 9,5 km, qui rejoint l'Aa à Sainte-Marie-Kerque, à 5 m d'altitude, 200 m avant de rencontrer le canal de Calais à Saint-Omer (Pas-de-Calais) juste au sud du village de Hennuin, un hameau au croisement des trois communes de Audruicq, Saint-Folquin et Sainte-Marie-Kerque, du pont de Cannel et de l'écluse d'Hennuin.
Sa pente moyenne est de 4,6 ‰.

### Communes et cantons traversés
Dans le seul département du Pas-de-Calais, le Tiret traverse les quinze communes suivantes, de l'amont vers l'aval, de Escœuilles (source), Surques, Rebergues, Hocquinghen, Licques, Clerques, Audrehem, Bonningues-lès-Ardres, Tournehem-sur-la-Hem, Nordausques, Zouafques, Recques-sur-Hem, Polincove, Zutkerque, Sainte-Marie-Kerque (confluence).
Soit en termes de cantons, la Hem prend source dans le canton de Lumbres, traverse les canton de Calais-2, canton de Saint-Omer, conflue dans le canton de Marck, le tout dans les arrondissements de Saint-Omer et de Calais.

### Bassin versant
Le Tiret traverse une seule zone hydrographique « Aa canalisée de la Haute Colme au C. de Calais et C. de Calais de l'Aa canalisée à »' (E410) de 1 257 km2 de superficie.

### Organisme gestionnaire
L'organisme gestionnaire est le SAGE du Delta de l'Aa. Il est complété par le syndicat mixte de la Vallée de la Hem ou Symvahem a été créé le 10 octobre 2008, sis à Audrehem,et qui regroupe seulement quatre communes.

## Affluents
Le Tiret a huit tronçons affluents référencés. Aucun affluent n'est de longueur supérieures à huit kilomètres.
Quatre affluents sont de rang de Strahler supérieur à un (avec plus d'un affluent) :
- le Loquin 7 km avec six affluents et de rang de Strahler trois
- la Licques 6 km avec deux affluents et de rang de Strahler trois.
- le ruisseau de Bainghem 4 km
- la rivière le Robecq 4 km avec deux affluents et de rang de Strahler deux

Les quatre autres affluents de rang de Strahler un (sans affluent) et de longueur inférieure à quatre kilomètres sont :
- le ruisseau Marie Voort 3 km
- le ruisseau les Fontinettes 2 km
- le Hanoulet 2 km
- la Baronnerye 1 km

### Rang de Strahler
Donc le rang de Strahler du Tiret est de quatre.

## Hydrologie
Son régime hydrologique est dit pluvial océanique.

### La Hem à Tournehem-sur-la-Hem
Le débit de la Hem a été observé pendant une période de 50 ans (1966-2016), à Tournehem-sur-la-Hem, à 32 m d'altitude. Le bassin versant du cours d'eau est de 105 km2.
Son débit moyen interannuel que l'on appelle aussi module est de 1,53 m3/s.
La Hem présente des fluctuations de débits assez faibles. Les hautes eaux se trouvent de la mi-automne jusqu'à la mi-printemps, et portent le débit moyen à un niveau qui peut monter de 1.64 à 2,65 m3/s, de novembre à avril inclus (avec un pic en janvier) ; et les basses eaux, de mai à octobre inclus, la baisse du débit moyen peut aller jusqu'à 0,607 m3/s au mois d'août.

### Étiage ou basses eaux
Aux étiages, Le VCN3 peut chuter jusqu'à 0,230 m3/s soit 230 l/s.

### Crues
Les crues de la Hem peuvent être importantes. Le QIX 2 est de 14 m3/s tandis que le QIX 5 à 21 m3/s. Le QIX 10 vaut 25 m3/s par rapport au QIX 20 qui, lui, monte jusqu'à 29 m3/s. Quant au QIX 50, il est de 35 m3/s.
Le débit instantané maximal a été enregistré le 13 août 2006 et était de 60,70 m3/s tandis que le débit journalier maximal a été enregistré le 27 novembre 2009 de 20,40 m3/s. La hauteur maximale instantanée a été notée à 205 cm ou 2,05 m le 13 août 2006.

#### Crue de 2006
Le 13 août 2006 intervient une crue spectaculaire due à l’accumulation de précipitations d’une intensité exceptionnelle dans la nuit du 12 au 13 août, en particulier sur Licques. La Hem détruit le pont qui l'enjambe à Clerques et noie de nombreuses habitations de la vallée.
Le syndicat mixte de la Vallée de la Hem ou Symvahem a été créé le 10 octobre 2008, réunissant trois communautés de communes pour lutter contre les inondations.

#### Crue de 2009
En décembre 2009, à la suite des fortes précipitations la Hem sort de nouveau de son lit inondant notamment les communes de Recques-sur-Hem et Polincove. Contrairement à la crue de 2006, la montée des eaux est progressive mais la décrue est très lente. Les deux villages sont restés 4 jours les pieds dans l'eau.

### Lame d'eau et débit spécifique
La lame d'eau écoulée dans le bassin de la Hem se monte à 455 millimètres annuellement. Le débit spécifique (ou Qsp) atteint 14,4 litres par seconde et par kilomètre carré de bassin.

## Aménagements et écologie

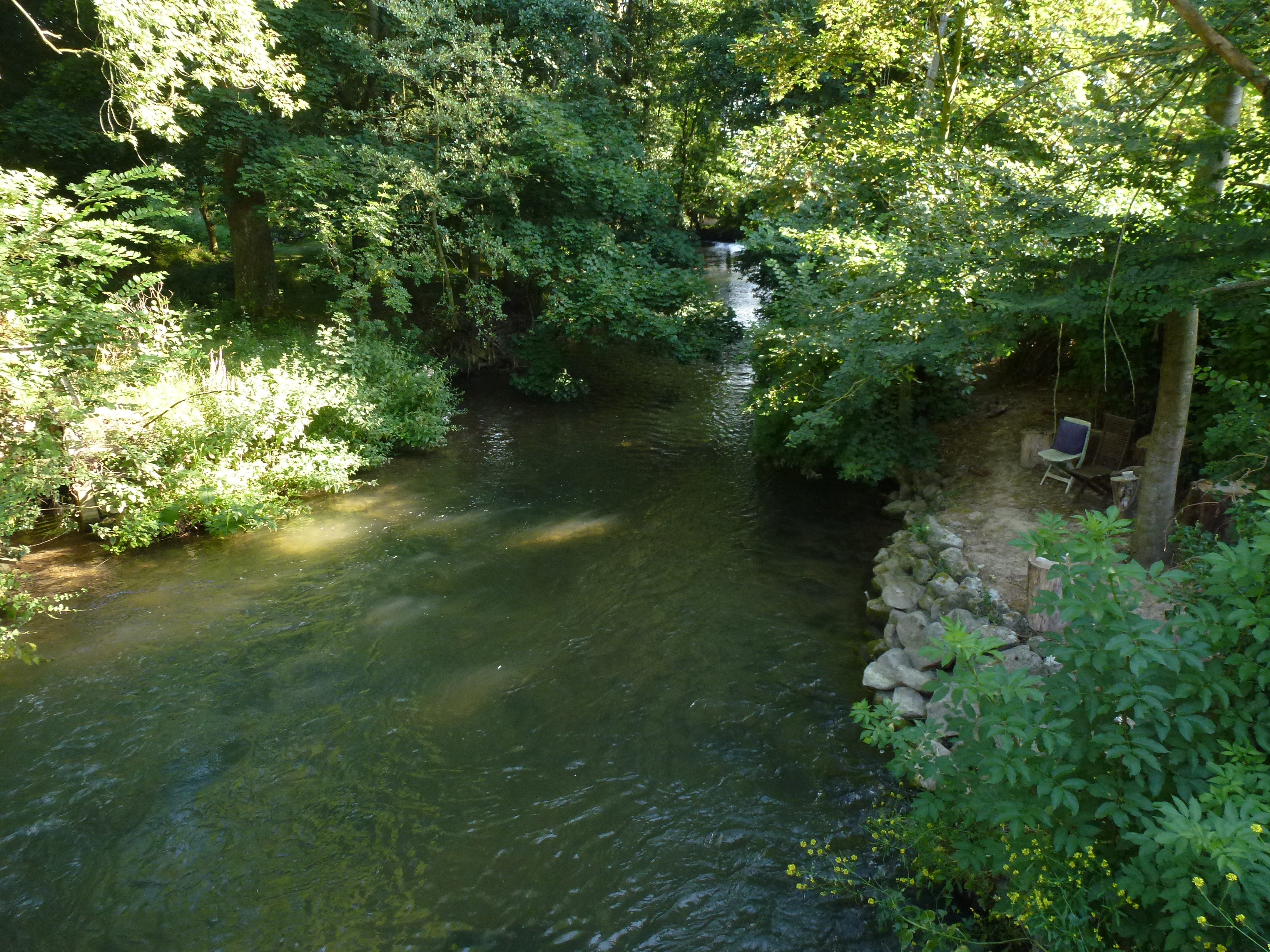
La Hem à Recques-sur-Hem.

Cette rivière, gérée par le SAGE du Delta de l'Aa, est un élément de la trame verte (et bleue) régionale.
L'ONEMA y a retrouvé dans les années 2000 de jeunes saumons atlantiques à Polincove et Recques-sur-Hem, qui montrent qu'il y a encore des reproductions de grands salmonidés. Le SDAGE pourrait encourager l'aménagement d'ouvrages (barrages) pour faciliter la circulation des migrateurs (écluse 63 bis, barrages de l'Aa et de la Hem).
Selon l'annuaire de la qualité des eaux de surface (version 2008), la qualité de la Hem s’est légèrement amélioré en 2008 « mais les concentrations de nitrates restent importantes ».

### Parc naturel régional des Caps et Marais d'Opale
Plusieurs communes du bassin versant sont dans le parc naturel régional des Caps et Marais d'Opale.

## Hydronymie
Le nom de la rivière est attesté sous les formes Rivaria en 1084 ; Aqua Funna en 1100 ; Reveria, Vonna au XIIIe s siècle ; La rivière de Tournehem en 1355.
L'hydronyme est sans doute issu du germanique ham « terre cultivée dans une courbe de rivière » ou hamma « langue de terre dans les marais ou en terre inondable », ou « terre, prairie dans les marais », qui est devenu le nom de la rivière elle-même. Dans le Nord de la France, Ham, -ham a souvent abouti à Hem, -hem. Il existe un autre mot d'origine germanique proches *haim « village », réduit à ham, d'où le diminutif hamel, « hameau » qui convient moins bien pour des raisons sémantiques.